# IC 2392
IC 2392 — галактика типу S? (спіральна галактика) у сузір'ї Рак.
Цей об'єкт міститься в оригінальній редакції індексного каталогу.